# Dole pri Krašcah
Dole pri Krašcah – wieś w Słowenii, w gminie Moravče. W 2018 roku liczyła 204 mieszkańców.